# ひらめけ!うんぴょこちゃんねる
『ひらめけ!うんぴょこちゃんねる』は、TBSテレビで2024年5月7日（6日深夜）から毎週火曜 0:58 - 1:28（月曜深夜）に放送されているバラエティ番組である。

## 概要
う～んと考えてぴょこっと出てきた、子どもたちのうんぴょこな発想をWEST.のお兄さんたちが全力で表現する、子どもも大人も笑顔になれる完全投稿型バラエティ番組。

## 出演者
- WEST.

　(重岡大毅、桐山照史、中間淳太、神山智洋、藤井流星、濵田崇裕、小瀧望)

## 放送リスト
|    | 放送日        | サブタイトル                               | 放送内容 | ゲスト |
| -- | ------------- | ------------------------------------------ | --- | ------ |
| 1  | 2024年5月6日  | ひらめけ！うんぴょこちゃんねるスタート！   | ◇うんぴょこな小学生になろう：うんぴょこな手のあげかた ◇SSF：スーパースローにしたら面白い瞬間 ◇世界うんぴょこ会議：番組公式ヒーローを考えよう！ ◇うんぴょこ体操第一：目指せ！国民的体操 ◇せのび合唱団：背伸びをして大人な歌を歌おう！ ◇それいけ！反抗期じまん：小学生のリアルタイム反抗期自慢 ◇うんぴょこアプデ委員会：あの遊びをアップデート！ ◇トレーニング小学生：筋トレは小学生の必須科目！                                                                |        |
| 2  | 2024年5月13日 | はこの中身はナンですか？                   | ◇うんぴょこな小学生になろう：イケてるろうどくのしかた ◇うんぴょこアプデ委員会：あの遊びをアップデート！ ◇SSF：スーパースローにしたら面白いしゅんかん ◇うんぴょこたいそう第一：目指せ！国民的たいそう ◇それいけ！反抗期じまん：イキるなら小学生のうち！ ◇せのび合唱団：背伸びをして大人な歌を歌おう！ ◇トレーニング小学生：小学生も筋トレだ！ ◇世界うんぴょこ会議：番組公式ヒーローを考えよう！                                                                |        |
| 3  | 2024年5月20日 | 新コーナーはじまるぞ！                     | ◇うんぴょこな小学生になろう：イケてる起立！礼！のしかた ◇うんぴょこアプデ委員会：あの遊びをアップデート！ ◇それいけ！反抗期じまん：イキるなら小学生のうち！ ◇うんぴょこたいそう第一：目指せ！国民的たいそう ◇SSF：スーパースローにしたら面白いしゅんかん ◇大へんそう展：WEST.のお兄さんたちをへんそうさせちゃおう！ ◇トレーニング小学生：小学生も筋トレだ！ ◇世界うんぴょこ会議：番組公式ヒーローを考えよう！                                                 |        |
| 4  | 2024年5月27日 | 大人気、ほめててれずにジャンケンポン！     | ◇うんぴょこな小学生になろう：イケてる黒板の消しかた ◇うんぴょこアプデ委員会：大こうひょう！ほめててれずにジャンケンポン！ ◇それいけ！反抗期じまん：イキるなら小学生のうち！ ◇うんぴょこたいそう第1：目指せ！国民的たいそう ◇SSF：スーパースローにしたら面白いしゅんかん ◇大へんそう展：WEST.のお兄さんたちをへんそうさせちゃおう！ ◇トレーニング小学生：小学生も筋トレだ！ ◇世界うんぴょこ会議：番組公式ヒーローを考えよう！                                  |        |
| 5  | 2024年6月3日  | あのたいそうが新しくなったぞ！             | ◇うんぴょこな小学生になろう：イケてる手のあげかた新バージョン ◇うんぴょこアプデ委員会：今週は「あっちむいてホイ」をドラマチックにアップデート！ ◇それいけ！反抗期じまん：イキるなら小学生のうち！ ◇うんぴょこたいそう第二：国民的たいそうが新しくなったぞ！ ◇SSF：スーパースローにしたら面白いしゅんかん ◇大へんそう展：WEST.のお兄さんたちをへんそうさせちゃおう！ ◇トレーニング小学生：小学生も筋トレだ！ ◇世界うんぴょこ会議：番組公式ヒーローを考えよう！ |        |
| 6  | 2024年6月10日 | ドラマチックすぎる戦い！                   | ◇うんぴょこな小学生になろう！ ◇うんぴょこアプデ委員会：ドラマチックすぎるあっちむいてホイだ！ ◇うんぴょこたいそう第2：国民的たいそうちょっと違うバージョンだぞ！ ◇SSF：スーパースローにしたら面白いしゅんかん ◇大へんそう展：WEST.のお兄さんたちをへんそうさせちゃおう！ ◇せのび合唱団：新曲！ルビーの指環♪ ◇トレーニング小学生：小学生も筋トレだ！ ◇世界うんぴょこ会議：番組公式ヒーローを考えよう！ ◇ロックスター：新コーナーはじまる！                     |        |
| 7  | 2024年6月17日 | すごいゲームがうまれたぞ！                 | ◇うんぴょこアプデ委員会：すごいゲームがうまれたぞ！ ◇うんぴょこたいそう第2：違うチームでどうぞ！ ◇SSF：スーパースローにしたら面白いしゅんかん ◇大へんそう展：WEST.のお兄さんたちをへんそうさせちゃおう！ ◇シャウト・ザ・ロック：今夜もさけぼう！ ◇ズコー：新コーナーだぞ！ ◇世界うんぴょこ会議：番組公式ヒーローを考えよう！ |        |
| 8  | 2024年6月24日 | スーパースロー大人気！                     | ◇うんぴょこアプデ委員会：またすごいゲームがうまれたぞ！ ◇うんぴょこたいそう第2：ちょっとちがうバージョン ◇SSF：スーパースローにしたら面白いしゅんかん ◇大へんそう展：WEST.のお兄さんたちをへんそうさせちゃおう！ ◇シャウト・ザ・ロック：今夜もさけぼう！ ◇せのび合唱団：ルビーの指環（ちがうメンバーバージョン） ◇世界うんぴょこ会議：敵キャラをかんがえていくぞ                                                                                              |        |
| 9  | 2024年7月1日  | 今夜もさけぶぜ！                           | ◇ズコー：思わずイスから転げ落ちるぞ ◇うんぴょこアプデ委員会：このゲームでもりあがろう！ ◇SSF：スーパースローにしたら面白いしゅんかん ◇大へんそう展：WEST.のお兄さんたちをへんそうさせちゃおう！ ◇せのび合唱団：ルビーの指環 ◇世界うんぴょこ会議：ついにおひろめだぞ！ |        |
| 10 | 2024年7月8日  | リアル小学生とあそぶぞ！                   | ◇うんぴょこな小学生になろう：イケてる黒板の消し方 ◇うんぴょこアプデ委員会：リアル小学生登場！ ◇SSF：スーパースローにしたら面白いしゅんかん ◇大へんそう展：WEST.のお兄さんたちをへんそうさせちゃおう！ ◇シャウト・ザ・ロック：今夜もさけぼう！ ◇うんぴょこたいそう第3：目指せ！国民的たいそう ◇トレーニング小学生：レッツ！トレーニング | 鈴木楽 |
| 11 | 2024年7月15日 | うんぴょこぴーゲームで大盛り上がり！       | ◇ズコー！：今夜もくずれおちるぜ ◇シャウト・ザ・ロック：今夜もさけぼう！ ◇うんぴょこアプデ委員会：今夜もたのくんと！ ◇せのび合唱団：悲しみは雪のように♪ ◇SSF：スーパースローにしたら面白いしゅんかん ◇大へんそう展：WEST.のお兄さんたちをへんそうさせちゃおう！ ◇うんぴょこ会議：みんなの動画を見るよ！ | 鈴木楽 |
| 12 | 2024年7月22日 | MBUH（マイベストうんぴょこへんそう）決定！ | ◇うんぴょこな小学生になろう：イケてるランドセルのせおい方 ◇反抗期じまん：久々に復活だぞ！ ◇世界うんぴょこ会議：MBUH（マイベストうんぴょこへんそう）を選ぶぞ！ ◇SSF：スーパースローにしたら面白いしゅんかん ◇うんぴょこたいそう第3：クローズアップバージョン！ ◇大へんそう展：WEST.のお兄さんたちをへんそうさせちゃおう！ ◇シャウト・ザ・ロック：大好きなお母さんへシャウト！                                                                                  |        |
| 13 | 2024年7月29日 | 大決定＆大発表スペシャル                   | ◇シャウト・ザ・ロック ◇ズコー！ ◇うんぴょこアプデ委員会：ありそうでなかった！アウトロ、ドン！ ◇SSF：スーパースローにしたら面白いしゅんかん ◇せのび合唱団：悲しみは雪のように♪（別メンバーバージョン） ◇大へんそう展：WEST.のお兄さんたちをへんそうさせちゃおう！ ◇世界うんぴょこ会議：うんぴょこマンをえんじるのは誰！？大決定SP ☆大事なお知らせも最後に！ |        |
| 14 | 2024年8月12日 | 新コーナーが2つもスタート！                | ◇うんぴょこな小学生になろう：イケてる前ならえのやり方 ◇りゅうせいくん、すごーい！：新コーナー！ ◇うんぴょこアプデ委員会：あの遊びをアップデート！ ◇ちょっと男子～！：さらに新コーナー！ ◇うんぴょこたいそう第3：目指せ！国民的たいそう ◇大へんそう展：WEST.お兄さんたちを変装させちゃおう ◇世界うんぴょこ会議：みんなのドリーム☆給食 ◇シャウト・ザ・ロック：今夜もさけぼう！                                                                                  |        |
| 15 | 2024年8月19日 | 夏休み特別企画！未公開映像まんさいSP       | TVerとU-NEXT限定で、未公開映像まんさいでお届けします！ ◇ズコー！：全力でツッコみ！ ◇ちょっと男子～！：言いたいこと言うわよ～ ◇SSF：スーパースローにして面白いしゅんかん ◇せのび合唱団：かもめが翔んだ日♪ ◇うんぴょこアプデ委員会：あの遊びをアップデート！ ◇大へんそう展：WEST.のおにいさんたちをへんそうさせよう！ ◇シャウト・ザ・ロック：今日もさけぶ！ |        |
| 16 | 2024年8月26日 | 夏休み特別企画！今週も未公開映像まんさいSP | TVerとU-NEXT限定で、未公開映像まんさいでお届けします！ ◇うんぴょこな小学生になろう：イケてる前ならえの仕方 ◇うんぴょこアプデ委員会：あのあそびをアップデート ◇りゅうせいくんすご～い！：イヤホンを用意！ ◇SSF：スローにしたら面白いしゅんかん！ ◇ちょっと男子～！：言わせてもらうわよ！ ◇世界うんぴょこ会議：ついにドリーム給食を再現 ◇シャウト・ザ・ロック：今夜もさけぼう！ ◇WEST.お兄さんからのお知らせ！                                                  |        |

|    | 放送日         | サブタイトル                                 | 放送内容 |
| -- | -------------- | -------------------------------------------- | --- |
| 17 | 2024年9月2日   | 2学期スタート！                              | ◇ズコー！：全力で転げ落ちるぞ ◇うんぴょこアプデ委員会：あの遊びをかわいくアップデート！ ◇世界うんぴょこ会議：うんぴょこマンに進展！ ◇SSF：スローにしたら面白い瞬間 ◇ちょっと男子～！：言わせてもらうわよっ ◇大へんそう展：WEST.のお兄さんたちをへんそうさせちゃおう！ ◇シャウト・ザ・ロック：今夜もさけぶぞ |
| 18 | 2024年9月9日   | うんぴょこカフェ新メニュー決定！             | ◇シャウト・ザ・ロック：今夜もお母さんにさけびます！ ◇うんぴょこアプデ委員会：あの遊びをアップデート ◇うんぴょこ体操第3：クローズアップバージョン！ ◇SSF：スーパースローにしたら面白いしゅんかん ◇大へんそう展：WEST.お兄さんを変身させよう！ ◇世界うんぴょこ会議：新メニュー！実食！ ◇ちょっと男子～！：言わせてもらうわよっ |
| 19 | 2024年9月16日  | 敬老の日スペシャル！                         | ◇シャウト・ザ・ロック：おじいちゃんおばあちゃんに言いたいこと！ ◇りゅうせいくん、すごーい！：イヤホンを用意してね！ ◇うんぴょこアプデ委員会：あのあそびをアップデート！ ◇ちょっと男子～！：言わせてもらうわよっ ◇大へんそう展：WEST.お兄さんたちを変身させちゃおう！ ◇世界うんぴょこ会議：うんぴょこ学園祭？？ ◇WEST.お兄さんからまたまた大事なお知らせ～！                                                                      |
| 20 | 2024年9月23日  | コロフェス大盛況、ありがとう！               | ◇トレーニング小学生：ひさしぶり！ ◇世界うんぴょこ会議：コロコロ魂フェスティバル、ありがとう！ ◇シャウト・ザ・ロック：コロフェスでの投稿をさけぶ！ ◇ちょっと男子～！：言わせてもらうわよっ ◇大へんそう展：WEST.お兄さんたちを変身させちゃおう！ ◇うんぴょこアプデ委員会：あのあそびをアップデート！ |
| 21 | 2024年9月30日  | じゅんた先生もズコー！！                     | ◇ズコー！！：じゅんた先生までもが‥！？ ◇うんぴょこ体操第4：めざせ！国民的たいそう！ ◇せのび合唱団：かもめが翔んだ日♪ ◇ちょっと男子～！：言わせてもらうわよっ ◇大へんそう展：WEST.お兄さんたちを変身させちゃおう！ ◇うんぴょこアプデ委員会：あのあそびをアップデート！ ◇SSF：スーパースローにしたら面白い瞬間！ |
| 22 | 2024年10月7日  | No.1モデルはだれだ！？                       | ◇うんぴょこな小学生になろう：イケてるリコーダーの吹き方 ◇ちょっと男子～！：オフショットも注目よ！ ◇うんぴょこアプデ委員会：「だるまさんが転んだ」をアップデート ◇SSF：初の対決バージョン ◇りゅうせいくんすご～い！：イヤホンで聞いてね♪ ◇大へんそう展：WEST.のお兄さんを変身させちゃおう ◇せのび合唱団：87年の大ヒットデュエットソング ◇トレーニング小学生：国語算数理科筋トレ！ ◇シャウト・ザ・ロック：おかあさんに叫びたいこと |
| 23 | 2024年10月14日 | 学園祭開催決定！                             | ◇ズコー！！：ロマンチックな言葉もでるぞ ◇ちょっと男子ー！：NGテイクも見せちゃうわよ ◇うんぴょこアプデ委員会：腕ずもうをアップデート ◇SSF：スーパースローにしたらおもしろい瞬間 ◇大へんそう展：かわいいいきもの特集！ ◇世界うんぴょこ会議：学園祭情報解禁！ |
| 24 | 2024年10月21日 | はまちゃんが大活躍！バモスの意味わかる？     | ◇うんぴょこな小学生になろう：イケてるプリントのまわし方 ◇りゅうせいくんすごーい！：イヤホンで聞いてね！ ◇世界うんぴょこ会議：学園祭で出すメニューを決めよう！ ◇ちょっと男子～！：バモス！ ◇大へんそう展：WEST.のお兄さんたちを変装させちゃおう ◇うんぴょこアプデ委員会：「たたいてかぶってじゃんけんぽん」をアップデート！ ◇シャウト・ザ・ロック：お母さんへのさけび！                                                           |
| 25 | 2024年10月28日 | 名作誕生？大へんそう展本人たちでやってみた！ | ◇ズコー！：特大ズコーでからまった ◇大へんそう展、本人たちでやってみた！ ◇ちょっと男子〜！：思わずハイタッチ ◇大へんそう展：ハロウィン特集 ◇世界うんぴょこ会議：引き続き文化祭メニューを考えよう ◇シャウト・ザ・ロック：お母さんへの一言 |
| 26 | 2024年11月4日  | 一番かっこいい紙飛行機は誰のだ？！           | ◇うんぴょこな小学生になろう：イケてるリコーダーの吹き方 ◇ちょっと男子～！：NBA風ハイタッチ、できたわよ！ ◇りゅうせいくんすごーい！：イヤホンで聞いてね ◇うんぴょこ体操第4：久々のたいそうだ！ ◇大へんそう展：今週もハロウィン特集 ◇うんぴょこアプデ委員会：紙飛行機ビジュアル選手権 ◇シャウト・ザ・ロック：お母さんに一言！ |
| 27 | 2024年11月11日 | うんぴょこ発表会でみんなで踊ろう！           | ◇ズコー！！：今日も全力で転げる！ ◇ちょっと男子～！：はま子って戦略家！？ ◇うんぴょこ体操第1：発表会で一緒におどろう！ ◇うんぴょこ学園祭いってみた！みんなも来てね～！ ◇WEST.お兄さんからお知らせ！ ◇大へんそう展：WEST.お兄さんを変身させちゃおう！ ◇うんぴょこアプデ委員会：ババ抜きをアップデート |
| 28 | 2024年11月18日 | うんぴょこカフェ期間延長決定！               | ◇トレーニング小学生：意外とキツイぞ ◇りゅうせいくんすごーい！：キックボードの動きに注目 ◇うんぴょこアプデ委員会：指スマをアップデート ◇SSF：スーパースローにしたら面白い瞬間！ ◇ちょっと男子～！：今日も言わせてもらうわよっ ◇大へんそう展：WEST.お兄さんを変装させちゃおう！ ◇世界うんぴょこ会議：クリスマスに向けたドリーム給食を試食                                                                                          |
| 29 | 2024年11月25日 | シャウトを聞き分けろ！シャウトロドン！       | ◇ズコー！！：てんこ盛りバージョン ◇ちょっと男子～！：りゅうせいくんの話も！ ◇SSF：スーパースローにしたら面白いしゅんかん！ ◇うんぴょこ注入式レポート！ ◇大へんそう展：WEST. お兄さんをへんそうさせちゃおう ◇うんぴょこアプデ委員会：イントロクイズをアップデート ◇SHOUT THE ROCK：今夜もさけぶ！ |
| 30 | 2024年12月2日  | 初の公開収録！果たして…！？                  | ◇ズコー！！：50人以上でズコー！ ◇SHOUT THE ROCK：小学生からの叫び！ ◇うんぴょこ体操第1：みんなで体操だ！ |
| 31 | 2024年12月9日  | 大熱戦！！大縄ジェスチャーゲーム！！         | ◇ズコー！！：じゅんた先生がみんなを疲れさせちゃった…！？ ◇ちょっと男子～！：脚が長く見えるポーズとは ◇りゅうせいくんすごーい！：キックボードでドリフト ◇SSF：スーパースローにしたら面白いしゅんかん ◇せのび合唱団：お久しぶりコーナー ◇大へんそう展：WEST.お兄さんをへんそうさせちゃおう！ ◇うんぴょこアプデ委員会：ジェスチャーゲームをアプデ！ ◇SHOUT THE ROCK：今夜もさけぶ！                                                 |
| 32 | 2024年12月16日 | またまたはまちゃん大活躍！！                 | ・トレーニング小学生：息がつづくか！？ ・ちょっと男子～！：シンプルにあぶない！ ・SSF：おせんべい2本立て！ ・うんぴょこアプデ委員会：かごめかごめをアップデート ・うんぴょこ体操第4：クローズアップバージョン！ ・ズコー！！：じゅんた先生のボケが… ・大へんそう展：WEST.お兄さんをへんそうさせちゃおう！ ・SHOUT THE ROCK：今夜もさけぶ！                                                                                       |
| 33 | 2024年12月23日 | クリスマススペシャル！！                     | ・SHOUT THE ROCK：うんぴょこクリスマス抽選会 ・ちょっと男子～！：サンタ帽かぶってメリクリ！ ・2学期ランキング発表～！受賞おめでとう！ |

|    | 放送日        | サブタイトル                                     | 放送内容 |
| -- | ------------- | ------------------------------------------------ | --- |
| 34 | 2025年1月6日  | 新年！今年もよろぴょこ！                         | ◆WEST.お兄さんから新年のご挨拶！ ◆うんぴょこアプデ委員会：ジェンガをアップデート ◆うんぴょこ発表会オフショット公開！ |
| 35 | 2025年1月13日 | 2大新コーナーがスタート！                        | ◆ズコ～！！：今年も全力で！ ◆ちょっと男子～！：安定に言わせてもらいます！ ◆絶対できる番長：新コーナー！ ◆SSF：ストローでタピる ◆たすけて！うんぴょこマン！：こちらも新コーナー！ ◆大へんそう展：WEST.おにいさんをへんそうさせちゃおう！ ◆うんぴょこアプデ委員会：辞典大喜利 |
| 36 | 2025年1月20日 | 人気キャラ続々誕生中！                           | ◆絶対できる番長：ゴミ箱ゴミ投げできんのか？ ◆トレーニング小学生：机アームカール ◆りゅうせいくんすごーい！：イヤホンできこう！ ◆ちょっと男子～！：言わせてもらうわよ ◆大へんそう展：WEST.おにいさんをへんそうさせちゃおう！ ◆うんぴょこアプデ委員会：気配ぎりをアップデート ◆うんぴょこ体操第5：新バージョン！ ◆SHOUT THE ROCK                                                                                        |
| 37 | 2025年1月27日 | 今週はできんのか？！                             | ◆ズコ～！！：今日はあかんなー ◆ちょっと男子～！：言わせてもらいますっ ◆絶対できる番長：黒ひげノット危機一髪できんのか？ ◆たすけて！うんぴょこマン！：目覚ましかけても起きられない！ ◆大へんそう展：WEST. お兄さんたちをへんそうさせちゃおう！ ◆うんぴょこアプデ委員会：マジカルバナナをアップデート ◆せのび合唱団：お久しぶり！ ◆SHOUT THE ROCK：今夜もシャウト！                                                    |
| 38 | 2025年2月3日  | 節分の日スペシャル！                             | ◆絶対できる番長：ブーブークッションそっと座り、できんのか？ ◆たすけて！うんぴょこマン！：ピーマンが苦手で食べられない ◆SSF：焼き鳥を食べる顔 ◆うんぴょこアプデ委員会：箱の中身はなんだろなをアップデート ◆大へんそう展：WEST.お兄さんたちをへんそうさせちゃおう！ ◆ちょっと男子～！：はま子、ホラーな追いかけかた？ ◆うんぴょこ体操第5：はりきっていきましょう！ ◆SHOUT THE ROCK：今夜もシャウト！                   |
| 39 | 2025年2月10日 | ハッピーバレンタイン！人気コーナー盛りだくさん！ | ◆ズコ～！！：れんけいプレイが見れるぞ！ ◆ちょっと男子～！：バレンタインスペシャル ◆絶対できる番長：重りをつけてパターゴルフ、できんのか！？ ◆たすけて！うんぴょこマン！：目覚ましをかけても起きられない！ ◆うんぴょこアプデ委員会：「いないいないばあ」をアップデート ◆大へんそう展：WEST.のお兄さんたちを変身させちゃおう ◆せのび合唱団：MUGO・ん…色っぽい♪ ◆SHOUT THE ROCK                                         |
| 40 | 2025年2月17日 | 春のキャラクター祭り！                           | ◆ちょっと男子～！：はま子、乙女～！！ ◆りゅうせいくんすごーい！：イヤホンをつけて聞こう！ ◆絶対できる番長：万歩計だまし、できんのか！？ ◆たすけて！うんぴょこマン！：おばけがこわくて眠れない！ ◆SSF：パンチを寸止めされている時の顔 ◆うんぴょこな小学生になろう：イケてるよーいどんをおしえて ◆大へんそう展：WEST. のお兄さんたちを変身させちゃおう ◆SHOUT THE ROCK                                                 |
| 41 | 2025年2月24日 | 今週こそできんのか！？番長                       | ◆ズコー！！：じゅんた先生がズコー！ ◆うんぴょこアプデ委員会：ツイスターをアップデート ◆ちょっと男子～！：ちゃおの取材がきたわよ ◆絶対できる番長：ふくらませた風船キャッチ、できんのか！？ ◆大へんそう展：WEST.のお兄さんたちを変身させちゃおう ◆世界うんぴょこ会議：うんぴょこ小学校の年間行事を考えよう |
| 42 | 2025年3月3日  | 今日は楽しいひなぴょこ祭り！                     | ◆絶対できる番長：フーセンガム一発ふくらませ、できんのか！？ ◆ちょっと男子～！：言わせてもらいます！ ◆たすけて！うんぴょこマン！：授業中にねむくなっちゃう ◆うんぴょこアプデ委員会：あいしてるゲームをアップデート ◆りゅうせいくんすごーい！：イヤホンで聞こう！ ◆大へんそう展：WEST.のお兄さんたちを変身させちゃおう ◆SHOUT THE ROCK ◆せのび合唱団：飾りじゃないのよ涙は♪                                            |
| 43 | 2025年3月10日 | ホワイトデースペシャル！はま子の恋、気になる〜！ | ◆ズコー！！：オフショットでもズコー！ ◆絶対できる番長：ノーハンド顔面付せんはがし、できんのか！？ ◆ちょっと男子～！：のん子とはま子のイラストができたよ♪ ◆SSF：白いタオルが臭かった時の顔 ◆うんぴょこアプデ委員会：神経衰弱をアップデート ◆大へんそう展：WEST.のお兄さんたちを変身させちゃおう ◆SHOUT THE ROCK |
| 44 | 2025年3月17日 | なにトロドン！？                                 | ◆ちょっと男子～！：アウトオブ～眼中～！ ◆たすけて！うんぴょこマン！：給食を食べきれない ◆絶対できる番長：九九10連発叫び、できんのか！？ ◆トレーニング小学生：リコーダー腹筋 ◆うんぴょこアプデ委員会：イントロドンをアップデート ◆大へんそう展：WEST.のお兄さんたちを変身させちゃおう ◆SSF：ほっぺたむぎゅってされる時の顔／白タオルが臭かった時の顔 ◆SHOUT THE ROCK                                                  |
| 45 | 2025年3月24日 | 卒業シーズン到来！シャウトで感謝を伝えるぞ！     | ◆SHOUT THE ROCK：卒業ver. ◆ちょっと男子～！：はま子の恋…？ ◆ズコー！！：すいませんでした！ ◆絶対できる番長：ロングロング箸小豆つかみ、できんのか！？ ◆りゅうせいくん、すごーい！：イヤホンできこう ◆うんぴょこアプデ委員会：テーブルクロス引きをアップデート ◆大へんそう展：WEST.のお兄さんたちを変身させちゃおう |
| 46 | 2025年3月31日 | のん子はま子の新コーナースタート☆                | ◆絶対できる番長：スピードくしゃみ、できんのか！？ ◆トレーニング小学生：グラデュエーションカール ◆りゅせたろうくんからのお知らせ ◆SHOUT THE ROCK：うんぴょこグッズ通販で売ってるよ ◆うんぴょこアプデ委員会：はぁっていうゲームをアップデート ◆SSF：マシュマロキャッチをしている時の顔 ◆大へんそう展：WEST.のお兄さんたちを変身させちゃおう ◆新コーナー：のん子とはま子のうんぴょこ校内放送 ◆3学期メダル受賞者も決定！ |

### 4学期
|    | 放送日        | サブタイトル                                         | 放送内容 |
| -- | ------------- | ---------------------------------------------------- | --- |
| 47 | 2025年4月7日  | 入学＆新学期おめでとうSP！                           | ◆校歌斉唱：入学おめでとう！ ◆絶対できる番長：紙鉄砲一発鳴らし ◆ちょっと男子〜！：エイプリルフールの告白… ◆うんぴょこアプデ委員会：旗あげゲームをアップデート ◆たすけて！うんぴょこマン！：かけ算九九が覚えられない ◆大へんそう展：WEST.のお兄さんたちを変身させちゃおう ◆ズコ〜！！：のんちゃんズキュ〜ン連発！？ ◆SHOUT THE ROCK：母さんありがとう！                                                |
| 48 | 2025年4月21日 | 激ムズ！オルゴールイントロドン                       | ◆絶対できる番長：アヒル浮き輪 袋しまい ◆うんぴょこアプデ委員会：オルゴールイントロドン ◆たすけて！うんぴょこマン！：お小遣いをもっと欲しい ◆ちょっと男子〜！：うんぴょこ男子に物申す！ ◆大へんそう展：WEST.のお兄さんたちを変身させちゃおう ◆せのび合唱団：飾りじゃないのよ涙は ◆SHOUT THE ROCK：ママへメッセージ                                                                                    |
| 49 | 2025年4月28日 | うんぴょこマンの秘密を大公開！                       | ◆ズコ〜！！：今夜も元気にずっこけ ◆うんぴょこアプデ委員会：ババを引いたらワンコになるババ抜き ◆りゅうせいくんすごーい！：イヤホンできこう ◆絶対できる番長：クラッカー割り箸キャッチ ◆世界うんぴょこ会議：うんぴょこマンの秘密大公開！ ◆大へんそう展：WEST.のお兄さんたちを変身させちゃおう ◆うんぴょこ校内放送：リスナーのお便りにのん子はま子がお答え！                                             |
| 50 | 2025年5月5日  | 祝1周年！重大発表                                    | ◆ちょっと男子〜！：うんぴょこ男子に物申す！ ◆うんぴょこアプデ委員会：お口チャック伝言ゲーム ◆絶対できる番長：あっちむいてホイ3連回避 ◆たすけて！うんぴょこマン！：いつも忘れ物をしちゃう… ◆世界うんぴょこ会議：ヒーローショーの怪人を考えよう！ ◆大へんそう展：WEST.のお兄さんたちを変身させちゃおう ◆それいけ！反抗期じまん：イキるなら小学生のうち！                                               |
| 51 | 2025年5月12日 | 大感謝祭開催決定！                                   | ◆ズコ〜！！：今夜も元気にずっこけ ◆トレーニング小学生：高速教壇ステップ ◆ちょっと男子〜！：うんぴょこ男子に物申す！ ◆うんぴょこアプデ委員会：お口の中身はなんだろな ◆世界うんぴょこ会議：ヒーローショーの必殺技を考えよう！ ◆絶対できる番長：ハーモニカ足ツボジャンプ |
| 52 | 2025年5月19日 | 祝1周年！大展示会開催決定                            | ◆絶対できる番長：トイレットペーパー引き ◆ちょっと男子〜！：うんぴょこ男子に物申す！ ◆たすけて！うんぴょこマン！：仲直りできないよ ◆うんぴょこアプデ委員会：ボサノバイントロドン ◆大へんそう展：WEST.のお兄さんたちを変身させちゃおう ◆それいけ！反抗期じまん：イキるなら小学生のうち！ ◆SHOUT THE ROCK：大好きなお母さんへシャウト                                                                   |
| 53 | 2025年5月26日 | 神ちゃんダンス新コーナー発進！                       | ◆ズコ〜！！：じゅんた先生のギャグにズコ〜！！ ◆絶対できる番長：ノールック文字入力 ◆うんぴょこアプデ委員会：目があってもダメじゃないけどまばたきしたらダメゲーム ◆神ちゃんダンス新コーナー発進！ ◆たすけて！うんぴょこマン！：忘れ物しちゃうよ ◆りゅうせいくんすごーい！：イヤホンできこう ◆SSF：首に氷水をつけられた時の顔                                                                           |
| 54 | 2025年6月2日  | 伝説のかにしゃん再び！                               | ◆うんぴょこな小学生になろう：イケてるよーいどんのやり方 ◆ちょっと男子～！：うんぴょこ男子に物申す！ ◆キャミーズ・ダンススクール：うんぴょこダンスを伝授 ◆絶対できる番長：こま回し１０秒 ◆うんぴょこアプデ委員会：かわいいっこ ◆たすけて！うんぴょこマン！：お小遣いがもっとほしい ◆トレーニング小学生：テーブルジグザグ走                                                                            |
| 55 | 2025年6月9日  | 祝1周年！WEST.が大展示会を視察                       | ◆キャミーズ・ダンススクール：GODがうんぴょこダンスを伝授 ◆WEST.が大展示会を視察ロケ ◆絶対できる番長：ノーハンドマフラー外し ◆ちょっと男子〜！：うんぴょこ男子に物申す！ ◆うんぴょこアプデ委員会：辞典大喜利 ◆それいけ！反抗期じまん：イキるなら小学生のうち！ |
| 56 | 2025年6月16日 | 父の日＆大感謝祭直前SP                               | ◆SHOUT THE ROCK：大好きなお父さんへシャウト ◆うんぴょこな小学生になろう：イケてるよーいどんのやり方 ◆うんぴょこ大感謝祭直前！STAR友へのシャウトを考えよう！ ◆キャミーズ・ダンススクール：GODがうんぴょこダンスを伝授 ◆絶対できる番長：新品ティッシュ片手１枚抜き ◆たすけて！うんぴょこマン！：恥ずかしくてトイレに行けないよ！ ◆うんぴょこアプデ委員会：キッスの相手はなんだろな？                   |
| 57 | 2025年6月23日 | 大感謝祭＆オフショちょい見せ                         | ◆ちょっと男子〜！：うんぴょこ男子に物申す！ ◆うんぴょこ大感謝祭をチラ見せ！ ◆絶対できる番長：リーゼント魚釣り挑戦 ◆キャミーズ・ダンススクール：うんぴょこダンスを伝授 ◆うんぴょこアプデ委員会：三人羽織 ◆大へんそう展：WEST.のお兄さんたちを変身させちゃおう ◆それいけ！反抗期じまん：イキるなら小学生のうち！                                                                                       |
| 58 | 2025年6月30日 | 新展開！？みんなの伝言をうんぴょこマンが全力告知     | ◆うんぴょこな小学生になろう：イケてる遅刻のごまかし方 ◆知らせて！うんぴょこマン：視聴者が伝えたいことを代わりに告知 ◆絶対できる番長：巻き舌20秒るるるるる ◆うんぴょこアプデ委員会：ペットボトルフリップタッグマッチ ◆りゅうせいくん、すごーい！：イヤホンできこう ◆大へんそう展：WEST.のお兄さんたちを変身させちゃおう ◆SHOUT THE ROCK：大好きなお母さんへシャウト ◆トレーニング小学生：音読プランク |
| 59 | 2025年7月7日  | 小学生150名“社会科見学”を一挙公開！                  | ◆絶対できる番長：小学生と連続二重とび対決／カスタネット早たたき対決 ◆うんぴょこアプデ委員会：小学生とうんぴょこぴょっこチャレンジ |
| 60 | 2025年7月14日 | 「社会科見学」後編！小学生のリアルシャウト           | ◆SHOUT THE ROCK 社会科見学編：小学生のリアルを絶叫！ ◆絶対できる番長：ピンポン玉頭キャッチ ◆うんぴょこアプデ委員会：ケーキの上にはなんだろな？ ◆キャミーズ・ダンススクール：うんぴょこダンスを伝授 |
| 61 | 2025年7月21日 | 白熱！マジカらないバナナ★うんぴょこ新イベント発表    | ◆ちょっと男子〜！：うんぴょこ男子に物申す！ ◆うんぴょこアプデ委員会：マジカらないバナナ ◆キャミーズ・ダンススクール：うんぴょこダンスを伝授 ◆世界うんぴょこ会議：うんぴょこ新イベント情報 ◆絶対できる番長：1人じゃんけん右手5回連続負け ◆SSF：すっぱいドリンクを飲んだ時の顔 ◆知らせて！うんぴょこマン：視聴者が伝えたいことを代わりに告知                                                           |
| 62 | 2025年7月28日 | のん子とはま子アイドルデビュー！？                   | ◆うんぴょこな小学生になろう：イケてるプリントの回し方 ◆うんぴょこ校内放送：のん子はま子がついにアイドルデビュー！？ ◆絶対できる番長：風船ガムテープ30秒はがし ◆うんぴょこアプデ委員会：ふーふー広辞苑 ◆キャミーズ・ダンススクール：うんぴょこダンスを伝授 ◆知らせて！うんぴょこマン：視聴者が伝えたいことを代わりに告知 ◆それいけ！反抗期じまん：イキるなら小学生のうち！                            |
| 63 | 2025年8月4日  | サプライズ学校訪問！小学生と全力でうんぴょこぴょっこ | ◆ちょっと男子〜！：うんぴょこ男子に物申す！ ◆うんぴょこアプデ委員会：TKGQZ（卵かけごはんクイズ） ◆キャミーズ・ダンススクール：うんぴょこダンスを伝授 ◆絶対できる番長：逆アルファベットスムーズ言い ◆SHOUT THE ROCK：大好きなお母さんへシャウト！ ◆大へんそう展：WEST.のお兄さんたちを変身させちゃおう ◆うんぴょこぴょっこ：全国の小学校で流行らせよう！                                              |
| 64 | 2025年8月11日 | うんぴょこマン新コラボ企画！                         | ◆ちょっと男子〜！：うんぴょこ男子に物申す！ ◆うんぴょこぴょっこ：全国の小学校で流行らせよう！ ◆うんぴょこアプデ委員会：イヌ取りゲーム ◆キャミーズ・ダンススクール：うんぴょこダンスを伝授 ◆たすけて！うんぴょこマン！：コロコロコミックとコラボでズコ〜！！ ◆絶対できる番長：ハンドクリームぬりぬりハンド未開封瓶10秒開け ◆トレーニング小学生：博識ダンベル ◆SHOUT THE ROCK：大好きな家族へシャウト  |
| 65 | 2025年8月18日 | のん子はま子アイドルプロジェクト                     | ◆うんぴょこぴょっこ：全国の小学校で流行らせよう！ ◆キャミーズ・ダンススクール：うんぴょこダンスを伝授 ◆うんぴょこ校内放送：完成したデモ曲聴いてみた ◆うんぴょこアプデ委員会：箱の中身はなんだったろな？ ◆大へんそう展：WEST.のお兄さんたちを変身させちゃおう ◆りゅうせいくんすごーい！：イヤホンできこう ◆SHOUT THE ROCK：大好きなお母さんへシャウト                                                 |

## コーナー

### うんぴょこな小学生になろう！
世の中には2種類の小学生がいるぞ！イケてる小学生とイケてない小学生だ！うんぴょこな小学生になるための方法を特別に教えてあげよう！
出演:全員
初回放送日　2024年5月6日

### 世界うんぴょこ会議
みんなのうんぴょこな発想を、あーだこーだ言う世界うんぴょこ会議！
出演:全員
初回放送日　2024年5月6日

### スーパースローフェイス（SSF）
タイパとか倍速視聴ってもう古くない？！これからはスーパースローの時代だ！！みんなスーパースローで遊ぼうぜ！スーパースローにしたら面白そうな瞬間を大募集！
出演:ランダムに1～2人
初回放送日　2024年5月6日

### うんぴょこ体操
みんなでうんぴょこな体操を考えよう！目指せ、国民的体操！
出演:神山、ランダムに2人、濵田（ナレーション）
初回放送日　2024年5月6日

### それいけ！反抗期じまん
むかし悪かった自慢をする大人はカッコわるい！自慢するなら今のうち！大人がしっぽを巻いて逃げ出す、リアルタイムの反抗期自慢を聞かせてくれ！
出演:重岡桐山、神山濵田のいずれか1ペア
初回放送日　2024年5月6日

### せのび合唱団
「翼をください」の合唱はもう飽きた！「旅立ちの日に」の合唱はもうお腹いっぱい！今日はちょっと背伸びをして、アダルトな歌をみんなで歌おう！せのび合唱団に歌って欲しいアダルトな歌を大募集！
出演:中間（じゅんた先生）、ランダムに3人、すがも児童合唱団
初回放送日　2024年5月6日

### トレーニング小学生
国語算数理科筋トレ！筋トレは今や、小学生の必須科目だ！筋トレして、ムキムキになって、校長先生を持ち上げちゃおう！小学生ができるトレーニング名とその方法を送ってくれ！
出演:藤井、濵田、小瀧のいずれか1人
初回放送日　2024年5月6日

### うんぴょこアプデ委員会
世の中にあるすべてのものをみんなのアイディアでうんぴょこっとアップデート！アップデートしたら面白そうな企画を大募集！
出演:全員
初回放送日　2024年5月6日

### 大へんそう展
今の時代、素顔を晒すのはこわいよね！WEST.のお兄さんたちをうんぴょこならくがきでへんそうさせちゃおう！
出演:なし
初回放送日　2024年5月20日

### SHOUT THE ROCK
ロックスターでシャウト！ロックスターはなぜロックスターなのか？それは言いたいことを大きな声で伝えているからだ！さあ、みんなもロックスターになりきって、言いたことを叫ぼう！
出演:ランダムに1人
初回放送日　2024年6月10日

### ズコー！！
今、日本に足りないのは「ズコー！」だ。誰かが失敗したら、みんなで指をさして大笑い！そんな世の中でいいの？！誰かが間違えたら「ズコー！」ってずっこけて、失敗をたたえようじゃないか！！みんなで「ズコー！」ってするために、わざと間違えよう！うんぴょこな質問とこたえを待ってるぞ！
出演:中間（じゅんた先生）、重岡、小瀧、濵田、桐山（座席順）
初回放送日　2024年6月17日

### りゅうせいくん、すごーい！
キラキラ〜！うんぴょこプリンス小学生りゅうせいくんの思わず「すご〜い」と言ってしまうエピソードを教えて！
出演:藤井（りゅうせいくん）、濵田（はま子）
初回放送日　2024年8月12日

### ちょっと男子〜！
うんぴょこな小学生男子の行動はめちゃくちゃなことばかり！ここは私がはっきり言ってあげなくちゃ！小学生男子に言いたい一言を教えて！
出演:小瀧（のん子）、濵田（はま子）
初回放送日　2024年8月12日

### 絶対できる番長
どんなことでも「絶対できる！」という伝説のうんぴょこ番長に挑戦してもらおう！
出演:重岡（絶対できる番長）、中間（舎弟）、神山（できんのか番長）
初回放送日　2025年1月13日

### たすけて！うんぴょこマン！
どんな悩みでも、ぴょこっと解決してくれる、みんなのヒーロー「うんぴょこマン」！
出演:桐山（うんぴょこマン小野田浩）、藤井（りゅせたろう）
初回放送日　2025年1月13日

### のん子とはま子のうんぴょこ校内放送
のん子＆はま子へのお便り大募集！2人に聞いて欲しい・伝えたいこと、うんぴょこ小学校のタレコミ、アイドルプロジェクトについてなどなど...「番組へひとこと」欄に自由に書き込もう！
出演:小瀧（のん子）、濵田（はま子）
初回放送日　2025年3月31日

### DANCING GOD KAMMY'S DANCE SCHOOL
きょうもGODがうんぴょこなダンスを教えてくれるぞ！エヴリバディ・ダンス・ナウ！
出演:神山（DANCING GOD KAMMY）
初回放送日　2025年5月26日

### 知らせて！うんぴょこマン
どんなことでも、ぴょこっと広めてくれるみんなのヒーロー「うんぴょこマン」！うんぴょこマンの力を借りて世に広めたいことを投稿しよう！
出演:桐山（うんぴょこマン小野田浩）、藤井（りゅせたろう）
初回放送日　2025年6月30日

## ネット局
| 放送対象地域   | 放送局                    | 系列    | 放送日時                     | 放送期間        | 備考       |
| -------------- | ------------------------- | ------- | ---------------------------- | --------------- | ---------- |
| 関東広域圏     | TBSテレビ（TBS）          | TBS系列 | 火曜 0:58 - 1:28（月曜深夜） | 2024年5月7日 -  | 制作局     |
| 岩手県         | IBC岩手放送               | TBS系列 | 火曜 0:58 - 1:28（月曜深夜） | 2024年5月7日 -  | 同時ネット |
| 北海道         | 北海道放送（HBC）         | TBS系列 | 火曜 0:59 - 1:29 (月曜深夜)  | 2024年5月15日-  | 遅れネット |
| 長野県         | 信越放送（SBC）           | TBS系列 | 土曜 0:48 - 1:18 (金曜深夜)  | 2024年5月18日-  | 遅れネット |
| 富山県         | チューリップテレビ（TUT） | TBS系列 | 金曜 1:52 - 2:22 (木曜深夜)  | 2024年5月18日-  | 遅れネット |
| 高知県         | テレビ高知（KUTV）        | TBS系列 | 月曜16:20 - 16:50            | 2024年5月20日 - | 遅れネット |
| 宮城県         | 東北放送（TBC）           | TBS系列 | 金曜 1:00 - 1:30 (木曜深夜)  | 2024年5月24日-  | 遅れネット |
| 山形県         | テレビユー山形（TUY）     | TBS系列 | 土曜 0:48 - 1:18 (金曜深夜)  | 2024年5月25日-  | 遅れネット |
| 大分県         | 大分放送（OBS）           | TBS系列 | 日曜 0:28 - 0:58 (土曜深夜)  | 2024年6月2日 -  | 遅れネット |
| 岡山県・香川県 | RSK山陽放送（RSK）        | TBS系列 | 木曜 1:55 - 2:25 (水曜深夜)  | 2024年7月4日 -  | 遅れネット |

### 過去のネット局
- CBCテレビ（CBC） - 2024年5月22日から遅れネットで放送されていたが、2024年9月打ち切り。
- テレビ山梨（UTY）- 2024年5月18日から遅れネットで放送されていたが、2025年3月打ち切り。

## スタッフ
- 構成：竹村武司、松本智子
- TM：中村全希
- TP：持田真吾
- TD：菅沼雄介
- VE：杉崎彩瑛
- カメラ：諏訪健太
- 特殊カメラ：遠藤道雄、大木雄介
- VTR：木野内洋
- 音声：濱上美希
- 照明：今田貴也
- 技術協力：TBS ACT
- CG：THIS MAN
- ロゴデザイン：乗富亨
- コーナーデザイン：坂元建太（Canek inc.）
- EED：鈴木建介（REVEL）
- MA：伊藤剛（UNBIT.）
- 振付：振付稼業air:man
- 音楽：矢野博康
- 美術ディレクター：小室芽生
- 美術制作：後藤開明
- スタイリスト：桶田圭織
- 編成：渡邊晏夏
- 配信：石橋茉美
- 宣伝：松葉かれん、正木文奈
- TK：常藤直子
- デスク：大澤麻子
- 制作進行：穴井里加子
- 施策：松本莉緒
- AP：本多希美、小椋綾乃
- キャスティング：柴田芽育
- ディレクター：塩山俊圭（OMNIBUS JAPAN、2025年3月31日放送回までは編集）、小野島佑（2025年6月30日放送回まではAD）
- AD：細田彩芽
- 演出：北野篤、川北亮平
- プロデューサー：麻生邦浩、橋本伸行（ROFL、2025年3月24日 - ）
- 制作プロデューサー：江藤俊久
- 制作協力：ROFL（2025年3月24日 - ）
- 制作：TBSテレビコンテンツ制作局バラエティ制作1・2部
- 製作著作：TBS

### 過去のスタッフ
- EED：中西雅照（REVEL）
- 編成：松本佳奈子
- プロデューサー：久保拓（ROBOT）、中村ムニエル（GEEK PICTURES）
- AD：夏目暁